# Karl Ferdinand von Langen
Karl Ferdinand von Langen (* 12. Dezember 1762 in Marburg; † 13. Februar 1820 in Saarlouis) war ein preußischer Generalmajor und Kommandant der Festung Saarlouis.

## Leben

### Herkunft
Seine Eltern waren der Oberst Johann Ernst Langen (1720–1776) und dessen Ehefrau Charlotte Friederike Philippine Schlatter (* 1732).

### Militärkarriere
Langen wurde 1776 als Freikorporal in hessischen Diensten beim Infanterieregiment „von Mirbach“ angestellt. Er kämpfte in der Armee von Hessen-Kassel in Nordamerika und nahm dort am 1. September 1777 an der Schlacht von Brandywine und am 2. Oktober 1777 am Sturm auf das Fort Redbank am Delaware teil.
Nach seiner Rückkehr nach Europa dimittierte Langen im März 1786 und trat am 16. August 1786 in preußische Dienste. Zunächst als Sekondeleutnant im Freiregiment „von Chaumontet“ angestellt, kam er im Juni 1787 zum Füsilierbataillon „von Schurff“. Am 27. Mai 1788 wurde er als Premierleutnant in das Füsilierbataillon „von Thadden“ der niederschlesischen Füsilierbrigade versetzt. Während des Feldzuges 1793/95 wurde er beim Sturm auf Bitche verwundet und kämpfte im weiteren Verlauf bei Kaiserslautern, Hochheim, Bingen, Limburg und Blieskastel. Bis zum Jahr 1798 kam er zum Stab des späteren Generalfeldmarschalls von Gneisenau. Im Herbst 1798 wurde er Kapitän im Füsilierbataillon „Putlitz“ in der Neumark. Nach dem Gefecht bei Saalfeld geriet er in französische Gefangenschaft.
Während der Befreiungskriege 1813/15 war er zunächst Oberstleutnant und Kommandeur des 1. Reserve-Infanterie-Regiments, später Oberst und Brigadier im 2. Armeekorps. Für seine Leistungen während der Schlacht bei Hagelberg hatte Langen das Eiserne Kreuz I. Klasse erhalten. Am 20. November 1815 wurde er als Generalmajor erster preußischer Kommandant der Festung Saarlouis. Er starb am 13. Februar 1820 und wurde auf dem dortigen Friedhof beigesetzt.

### Familie
Langen war zweimal verheiratet. Er verheiratete sich am 2. August 1798 mit Friederike Juliane Ulrich (* 22. April 1780 in Liegnitz; † 24. August 1800 in Neumarkt). Nach ihrem Tod ehelichte er am 31. Januar 1804 Christiane Eleonore, geborene von Schick (* 1. Januar 1774 in Siebershausen; † 6. November 1805 in Neumarkt). Aus den Ehen gingen folgende Kinder hervor:
- Friederike Charlotte (* 1799; † 5. Januar 1800 in Neumarkt)
- Ernestine ⚭ 9. August 1837 Louis von Wildenbruch (1803–1874), preußischer Generalleutnant und Sohn von Louis Ferdinand von Preußen